# Florentino Lavarias
Florentino Galang Lavarias (ur. 14 marca 1957 w Santa Ines) – filipiński duchowny katolicki, arcybiskup San Fernando od 2014.

## Życiorys

### Prezbiterat
Święcenia kapłańskie otrzymał 26 września 1985 i został inkardynowany do archidiecezji San Fernando. Po rocznym stażu wikariuszowskim w miejscowej katedrze został pracownikiem seminarium archidiecezjalnego. W 1995 objął funkcję dyrektora diecezjalnego komitetu ds. formacji kapłańskiej, zaś od 1998 odpowiadał za organizację Assisted Intensive Renewal.

### Episkopat
19 czerwca 2004 został mianowany biskupem ordynariuszem diecezji Iba. Sakry biskupiej udzielił mu 12 sierpnia 2004 ówczesny nuncjusz apostolski na Filipinach - arcybiskup Antonio Franco.
25 lipca 2014 został papież Franciszek mianował go arcybiskupem metropolitą San Fernando.